# Златоглав лъвски тамарин
Златоглавият лъвски тамарин (Leontopithecus chrysomelas) е вид бозайник от семейство Остроноктести маймуни (Callitrichidae). Видът е застрашен от изчезване.

## Разпространение и местообитание
Разпространен е в Бразилия.